# محمد باسم الثلاج
محمد باسم الثلاج (ولد في 9 أكتوبر 2005 في دير الزور، سوريا) لاعب كرة قدم سوري يجيد اللعب في مركز حارس المرمى. يلعب حاليا لصالح المحرق البحريني منذ 2021.

## المسيرة الرياضية

### الأندية
والده هو حارس المرمى السابق باسم الثلاج الذي لعب لأندية الجيش والفتوة واليقظة وحطين في سوريا.
في 1 يوليو 2020 انضم الثلاج إلى أكاديمية نادي الهلال السعودي. تدرب الثلاج على أيدي مدربين كبار كزوران فارفيديتش ولوفرو سكاراموكا وتحت إشراف والده.
في 1 يوليو 2021 انتقل الثلاج من الهلال إلى المحرق البحريني (الدوري الممتاز) في صفقة انتقال حر. في موسمه الأول 2021-2022 وفي بطولة الدوري الممتاز ساهم في احتلال فريقه المركز الرابع بفارق 15 نقطة عن البطل الرفاع. وفي بطولة كأس الملك ساهم في وصول فريقه إلى الدور الربع النهائي حينها خسر من الرفاع بركلات الترجيح. وفي بطولة كأس الاتحاد البحريني ساهم في تتويج فريقه بالبطولة بعدما تغلب في المباراة النهائية على الحد بركلات الترجيح وليحقق الثلاج أولى بطولاته مع الأندية.
في موسمه الثاني 2022-2023 وفي بطولة الدوري الممتاز ساهم في احتلال فريقه المركز الثالث بفارق نقطتين عن البطل الخالدية. وفي بطولة كأس الملك ساهم في وصول فريقه إلى الدور الربع النهائي حينها خسر من الرفاع بركلات الترجيح. وفي بطولة كأس الاتحاد البحريني فشل فريقه في التأهل إلى الدور النصف النهائي بعدما احتل المركز الرابع في المجموعة الرابعة بفارق 4 نقاط عن المتصدر البحرين. وفي بطولة كأس العرب للأندية الأبطال ساهم في فوز فريقه في الدور التمهيدي الأول على السيب العماني بركلات الترجيح بعد تعادلهما 2-2 في مجموع المباراتين ليتأهل إلى الدور التمهيدي الثاتني حينها خسر من الاتحاد الرياضي المنستيري التونسي 0-3 في مجموع المباراتين.

## الإنجازات
- المحرق (1)
  - كأس الاتحاد البحريني (1): 2022/2021